# 小行星18812
小行星18812（18812 Aliadler）是一颗绕太阳运转的小行星，为主小行星带小行星。该小行星于1999年5月18日发现。

## 轨道参数
小行星18812的轨道半长轴为2.3682048 UA，离心率为0.125。